# David King (Fotohistoriker)
David John King (* 30. April 1943 in London; † 11. Mai 2016 ebenda) war ein britischer Designer und Fotohistoriker.
Er studierte an der London School of Printing and Graphic Arts und war von 1965 bis 1975 Leiter des Kunstressorts beim Londoner Sunday Times Magazine. Danach veröffentlichte er zahlreiche Bildbände. Seine private Sammlung russischer revolutionärer Kunst gilt mit 250.000 Objekten – hauptsächlich Plakate, Zeitungen, Flugschriften und Fotografien – als eine der umfangreichsten und bedeutendsten der Welt.

## Veröffentlichungen (Auswahl)
- I am king : a photographic biography of Muhammad Ali. 1975, ISBN 0-14-004088-9
- Alexander Rodchenko. 1979, ISBN 0-905836-12-X
- Blood & laughter : caricatures from the 1905 revolution. 1983, ISBN 0-224-02155-9
- Isaac Deutscher & David King: The Great Purges. 1984, ISBN 0-631-13923-0
- Trotsky : a photographic biography. 1986, ISBN 0-631-14689-X
- Stalins Retuschen, Foto- und Kunstmanipulationen in der Sowjetunion. 1997, ISBN 3-930908-33-6
- Roter Stern über Russland: Eine visuelle Geschichte der Sowjetunion von 1917 bis zum Tode Stalins. 2010, ISBN 3-88634-091-0
- Russische revolutionäre Plakate: Bürgerkrieg und bolschewistische Periode, sozialistischer Realismus und Stalin-Ära. 2012, ISBN 3-88634-098-8
- Ganz normale Bürger: Die Opfer Stalins. 2012, ISBN 978-3-88634-128-3
- Die Kommissare verschwinden. Die Fälschung von Fotografien und Kunstwerken in Stalins Sowjetunion. Karl Dietz Verlag Berlin 2015. ISBN 3-320-02313-6 (Überarbeitete und ergänzte Neuauflage von Stalins Retuschen, Foto- und Kunstmanipulationen in der Sowjetunion)
- mit Ernst Volland: John Heartfield: Laughter is a Devastating Weapon. Tate Publishing 2015, ISBN 978-1-84976-184-0

## Auszeichnungen
- Banister Fletcher Award 2010 für Red Star Over Russia: A Visual History of the Soviet Union[2]

## Rezeption
- Im Angesicht des Todes / ein Film von Gabrielle Pfeiffer. Nach dem Buch „The commissar vanishes“ von David King, 51 Min., ZDF 2004[3]
- Music for David King’s Book The Commissar Vanishes. Ein Album des Komponisten Michael Nyman aus dem Jahr 1999.